# Kanton Les Riceys
Les Riceys is een kanton van het Franse departement Aube. Het kanton maakt deel uit van het arrondissement Troyes.
Het heeft een oppervlakte van 676.67 km² en telt 14.535 inwoners in 2018, dat is een dichtheid van 21 inwoners per km².

## Gemeenten
Het kanton Les Riceys omvatte tot 2014 de volgende 7 gemeenten:
- Arrelles
- Avirey-Lingey
- Bagneux-la-Fosse
- Balnot-sur-Laignes
- Bragelogne-Beauvoir
- Channes
- Les Riceys (hoofdplaats)

Door de herindeling van de kantons bij decreet van 21 februari 2014 met uitwerking op 22 maart 2015 werden de volgende 50 gemeenten aan het kanton toegevoegd :
- Assenay
- Avreuil
- Balnot-la-Grange
- Bernon
- Les Bordes-Aumont
- Bouilly
- Chaource
- Chaserey
- Chesley
- Cormost
- Coussegrey
- Crésantignes
- Cussangy
- Étourvy
- Fays-la-Chapelle
- Les Granges
- Javernant
- Jeugny
- Lagesse
- Laines-aux-Bois
- Lantages
- Lignières
- Lirey
- La Loge-Pomblin
- Les Loges-Margueron
- Longeville-sur-Mogne
- Machy
- Maisons-lès-Chaource
- Maupas
- Metz-Robert
- Montceaux-lès-Vaudes
- Pargues
- Praslin
- Prusy
- Roncenay
- Saint-Jean-de-Bonneval
- Saint-Pouange
- Sommeval
- Souligny
- Turgy
- Vallières
- Vanlay
- La Vendue-Mignot
- Villemereuil
- Villery
- Villiers-le-Bois
- Villiers-sous-Praslin
- Villy-le-Bois
- Villy-le-Maréchal
- Vougrey